# Мечников, Валериан Валерианович
Валериан Валерианович Мечников (24.01.1879, Санкт-Петербург — 1944, Москва) — русский и советский учёный, военный инженер, специалист по теоретической механике и баллистике. Лауреат Сталинской премии.

## Биография
Окончил Михайловскую артиллерийскую академию (1905; по 1-му разряду).
За отличные успехи в науках 28.05.1905 произведен из поручиков 1-й гренадерской арт. бригады в штабс-капитаны.
Капитан гвардии, приватный преподаватель Михайловского арт. училища и штатный военный преподаватель Михайловской артиллерийской академии (на 06.12.1914). Полковник (06.12.1915).
Награды: орден Св. Станислава 2-й степени (1914); Св. Владимира 4-й степени (1915).
После Октябрьской революции в составе академии поступил на службу в РККА. Профессор (1922), руководитель дипломного проектирования по внешней баллистике.
В 1930-е гг. начальник физического и математического циклов Артиллерийской академии, читал курсы высшей математики и внешней баллистики. Дивизионный инженер (13.02.1936).
Лауреат Сталинской премии 1942 года. Член Русского физико-химического, Ленинградского математического, Ленинградского механического обществ.
Похоронен в колумбарии Новодевичьего кладбища.

## Сочинения
- Начала векториального анализа / В. В. Мечников, репетитор Михайлов. арт. акад. СПб, 1912.
- Полные трехзначные таблицы логарифмов. Л., изд. и типо-лит. Артил. акад. РККА. 1933. Обл., 32 с. (25хП) (Артил. акад. РККА)
- Курс внешней балистики [Текст] / Проф. В. В. Мечников ; Артил. акад. РККА им. Дзержинского. — Ленинград : Артил. акад. РККА им. Дзержинского, 1935—1937 (ЛОЦТ им. Кл. Ворошилова). — 2 бр.; 26х18 см.